# Чон Ын Кён
Чон Ын Кён (кор. 정은경; род. 22 марта 1965) — южнокорейская хоккеистка на траве, вратарь. Серебряный призёр летних Олимпийских игр 1988 года, чемпионка летних Азиатских игр 1986 года.

## Биография
Чон Ын Кён родилась 22 марта 1965 года.
В 1986 году в составе женской сборной Южной Кореи по хоккею на траве завоевала золотую медаль хоккейного турнира летних Азиатских игр в Сеуле.
В 1988 году вошла в состав женской сборной Южной Кореи по хоккею на траве на летних Олимпийских играх в Сеуле и завоевала серебряную медаль. Играла на позиции вратаря, провела 5 матчей.